# Нанто (Италия)
Нанто (итал. Nanto) — коммуна в Италии, располагается в провинции Виченца области Венеция.
Население составляет 2759 человек (2008 г.), плотность населения составляет 197 чел./км². Занимает площадь 14 км². Почтовый индекс — 36024. Телефонный код — 0444.
Покровителями коммуны почитаются святой апостол Павел, празднование 25 января, и Пресвятая Богородица, празднование 8 сентября.

## Демография
Динамика населения:

## Администрация коммуны
- Официальный сайт: http://www.comune.nanto.vi.it/